# Tupou Patia
Tupou Patia (Islas Cook, 17 de abril de 1984) es una árbitro de fútbol cookiana. Es internacional desde 2011. Es la única árbitro internacional de Islas Cook.
Patia fue nombrada para la Copa Mundial Femenina de Fútbol de 2015, en Canadá, pero no pitó ninguno de los encuentros. .